# George Guțiu
George Guțiu (n. 30 martie 1924, Vaideiu, Mureș – d. 8 mai 2011, Cluj) a fost între 1990-2002 episcop al Episcopiei de Cluj-Gherla. Din 1994 a avut titlul de arhiepiscop ad personam.  În ultimii ani de viață, a fost și decanul de vârstă al episcopatului catolic (de amblele rituri, latin și bizantin) din România.

## Originea și studiile
George Guțiu s-a născut la data de 30 martie 1924 în Vaidei, pe atunci comună în județul Mureș (interbelic), în prezent sat aparținător de comuna Ogra, județul Mureș. A urmat școala primară în satul natal, apoi patru clase gimnaziale la Liceul „Papiu Ilarian” din Târgu Mureș. În anul 1940, după cedarea Transilvaniei de Nord către Ungaria fascistă, s-a mutat la Aiud, oraș rămas pe teritoriul Regatului României. Până în 1944 a urmat la Aiud cursurile Liceului „Titu Maiorescu”. 
După promovarea examenului de bacalaureat, a fost primit în clerul tânăr al Arhiepiscopiei de Alba Iulia și Făgăraș, fiind în paralel și student în anul I la Academia de Teologie Română Unită "Sfânta Treime" din Blaj. După ce a absolvit cei patru ani de studii teologice, în iunie 1948, a promovat și examenul de licență, la care se supuneau doar cei mai buni clerici absolvenți, majoritatea rezumându-se la titlul ce-l acorda promovarea examenelor obligatorii de "absolvent de teologie" sau "teolog absolvent", suficient pentru a deveni preot de enorie. 
Titlul de licențiat acorda dreptul de a deveni profesor de religie în învățământul mediu și era titlul superior ce se putea obține în învățământul teologic greco-catolic din țară. Licența în Teologie o putea acorda doar Academia de Teologie Română Unită din Blaj. Celelalte academii teologice greco-catolice din țară eliberau un simplu certificat de absolvire, numit „absolutoriu”.

## În clandestinitate
La o săptămână de la decretul nr. 358 din 1 decembrie 1948, de trecere a Bisericii Române Unite în ilegalitate, în data de 8 decembrie 1948, a fost hirotonot preot de către Alexandru Cisar, arhiepiscop și mitropolit romano-catolic al Bucureștilor, în condițiile în care toți episcopii greco-catolici fuseseră arestați încă de la sfârșitul lunii octombrie și încarcerați la reședința patriarhală de la Dragoslavele. George Guțiu a fost hirotonit pentru Arhidieceza Română Unită de Alba Iulia și Făgăraș. 
După hirotonirea sa ca preot, l-a ajutat pe ordinarius-ul arhidiecezan, mai întâi Pr. George Dănilă, fostul său rector la Academia de Teologie, și apoi pe Alexandru Todea, protopopul Reghinului, devenit din noiembrie 1950 episcop. În acea perioadă a călătorit prin întreaga arhidieceză, culegând date din parohii și protopopiate, despre preoții și călugării întemnițați, despre situația călugărițelor și a credincioșilor rezistenți (netrecuți la Biserica Ortodoxă Română), reușind să comunice aceste date Sfântului Scaun, Papei Pius al XII-lea. 
În aceeași perioadă a fost și îndrumătorul spiritual al Congregației de Călugărițe din Blaj, până la ridicarea acestora și fixarea lor la Obreja, în fosta mănăstire baziliană de acolo. Fiind urmărit de Miliție, în anul 1949, pr. George Guțiu a scăpat îmbrăcat într-un halat alb, prin grădina Institutului Recunoștinței. 
La data de 30 ianuarie 1951 a fost arestat la Reghin și anchetat la Ministerul de Interne din București, până la 15 februarie 1952, când, a fost trimis în judecată și condamnat de către Tribunalul Militar, secția a II-a București, prin sentința nr. 104 din 20 februarie 1952, la muncă silnică pe viață. Detenția a executat-o în închisorile cu cel mai greu regim din țară, adevărate lagăre de exterminare a oponenților politici ai regimului comunist: închisoarea Jilava, Aiud, Pitești, Dej și penitenciarul Gherla. A fost eliberat la 4 august 1964, în virtutea Decretului de grațiere a tuturor deținuților politici, emis de regimul comunist pentru a sărbători aniversarea a 20 de ani de la eliberarea de sub fascism. 
După eliberarea din închisoare s-a așezat în orașul Târnăveni, unde la început a fost angajat ca muncitor la Întreprinderea de Gospodărire Comunală și Locativă. Comportarea excepțională la locul de muncă i-a determinat pe superiori săi să ceară recunoașterea studiilor lui teologice ca studii superioare și, astfel, George Guțiu a fost promovat economist și avansat mai târziu economist principal, calitate din care a fost pensionat în anul 1986, la împlinirea vârstei de 62 de ani, de la aceeași întreprindere. 
În activitatea bisericească s-a remarcat în calitate de colaborator al mitropolitului Alexandru Todea, lucrând un timp în calitate de vicar general arhidiecezan.

## Episcop greco-catolic de Cluj-Gherla
La data de 3 martie 1990 preotul George Guțiu a fost numit de către papa Ioan Paul al II-lea în funcția de episcop al Eparhiei de Cluj-Gherla, iar la data de 17 iunie 1990 a fost consacrat ca episcop, prin punerea mâinilor mitropolitului Alexandru Todea, asistat de episcopii sufragani Ioan Ploscaru al Lugojului și Lucian Mureșan al Maramureșului. Hirotonirea sa ca episcop a avut loc în cadrul unei Liturghii arhierești festive, celebrată pe Stadionul Municipal din Cluj, în prezența a peste 15.000 de participanți, dintre care sute de preoți îmbrăcați în odăjdii, călugări, călugărițe. Odată cu consacrarea, mitropolitul i-a trecut noului consacrat puterea ordinară de jurisdicție, care fusese deținută până atunci provizoriu de către Alexandru Todea, cu toate drepturile și îndatoririle ei.  
Ca și în eparhiile de Oradea și Maramureș, nici la Cluj nu a avut loc instalarea canonică a episcopului în catedrala eparhială, aceasta fiind ocupată în acel moment de către Biserica Ortodoxă Română. 
La 20 iulie 1994, ca o recunoaștere a meritelor sale deosebite în apărarea creștinismului în timpul persecuției comuniste, Papa Ioan Paul al II-lea i-a conferit titlul de Arhiepiscop "ad personam" de Cluj-Gherla. George Guțiu a participat la consacrarea ca episcopi greco-catolici a lui Alexandru Mesian (episcop coadjutor de Lugoj) și Virgil Bercea (episcop coadjutor de Oradea) la 8 septembrie 1994. 
De la îmbolnăvirea cardinalului Alexandru Todea în anul 1992 și până la numirea episcopului Lucian Mureșan la conducerea Arhiepiscopiei de Alba Iulia și Făgăraș în data de 4 iulie 1994, George Guțiu a condus activitatea curentă a întregii Provincii mitropolitane române-unite ca Administrator Apostolic.
Conform dreptului canonic, și-a prezentat cererea de retragere de la conducerea Episcopiei de Cluj-Gherla în anul 1999, odată cu împlinirea vârstei de 75 de ani. Papa Ioan Paul al II-lea nu i-a acceptat cererea imediat, ci la 18 iulie 2002, dată la care episcopul auxiliar Florentin Crihălmeanu a preluat scaunul episcopal de Cluj-Gherla. 
În anul 2000 a fost decorat cu Ordinul Național „Pentru Merit” în grad de Mare Cruce de către Emil Constantinescu, președintele României.